# Uemura Masahisa
Uemura Masahisa est un nom japonais traditionnel ; le nom de famille (ou le nom d'école), Uemura, précède donc le prénom (ou le nom d'artiste).
Le révérend Uemura Masahisa (植村 正久), né le 15 janvier 1857 et mort à l'âge de 67 ans le 8 janvier 1925 à Tokyo, est un pasteur, théologien et critique japonais des ères Meiji et Taishō.

## Biographie
Uemura est le fils aîné de Tojuiro et Tei, d'une famille de hatamoto (rang de samouraï). Son nom de naissance est Michitarō. Malgré la fortune de sa famille, celle-ci fait faillite durant la restauration de Meiji de 1868. Uemura découvre le christianisme lorsqu'il se rend à Tokyo pour étudier à la Shubunkan et à l'école préparatoire dirigée par James Hamilton Ballagh. En juin 1873, il est baptisé à l'église publique de Yokohama par Ballagh. Ses parents et ses frères cadets seront également baptisés plus tard. Uemura décide très vite de devenir évangéliste et étudie à l'école préparatoire de Brown et à l'Icchi Shin Gakko (« Séminaire uni »). Il est ordonné en 1880 et devient le pasteur de l'église de Shitaya (Toshimagaoka). En 1887, il fonde une église qui deviendra plus tard l'église Fujimicho et travaille comme pasteur le restant de sa vie. En tant qu'évangéliste, son travail inclut : 1. la formation d'églises évangélistes; 2. la constitution d'une acceptation de la manière de penser théologique et l'éducation aux évangélistes; et 3. la participation écrite aux campagnes d'opposition de divers mouvements de la société japonaise (particulièrement pour le rescrit impérial sur l'éducation de 1890).
Sa vie de foi commence ainsi à l'église publique et se déplace à l'église presbytérienne du Japon. Uemura dirige plusieurs églises chrétiennes pour les aider à devenir auto-suffisantes et indépendantes, et basées sur une foi évangéliste (Jésus est le fils de Dieu incarné, et offre la rédemption à travers sa mort sur la croix; la résurrection et l'ascension). Défiant l'influence du libéralisme théologique, Uemura, professeur à l'université Meiji Gakuin, travaille à la solidification d'une foi avec cette doctrine comme base. De plus, en tant qu'un des fondateurs du Shingakusha (« séminaire ») de Tokyo, il assume la responsabilité de l'éducation théologique et la formation des évangélistes. Avec ses propres publications, telles que Nihon-hyōron (« Critique japonaise »), Fukuin-shūhō (« L'hebdomadaire évangélique ») et d'autres, il s'engage dans une grande critique littéraire sur des sujets comme la politique, la société, et la religion. Ses contributions dans la traduction de la Bible en japonais, l'édition d'hymne, la critique littéraire, et la littérature anglaise sont également à noter. Sa santé se dégrade considérablement à la suite de ses efforts soutenus dans la reconstruction de l'église Fujimicho et du Shingakusha de Tokyo après leur destruction par le séisme de 1923 de Kantō. Il meurt brusquement à son domicile de Kashiwagi à Tokyo.

## Source de la traduction
- (en) Cet article est partiellement ou en totalité issu de l’article de Wikipédia en anglais intitulé « Uemura Masahisa » (voir la liste des auteurs).